# Jülicher Straße 20 (Mönchengladbach)

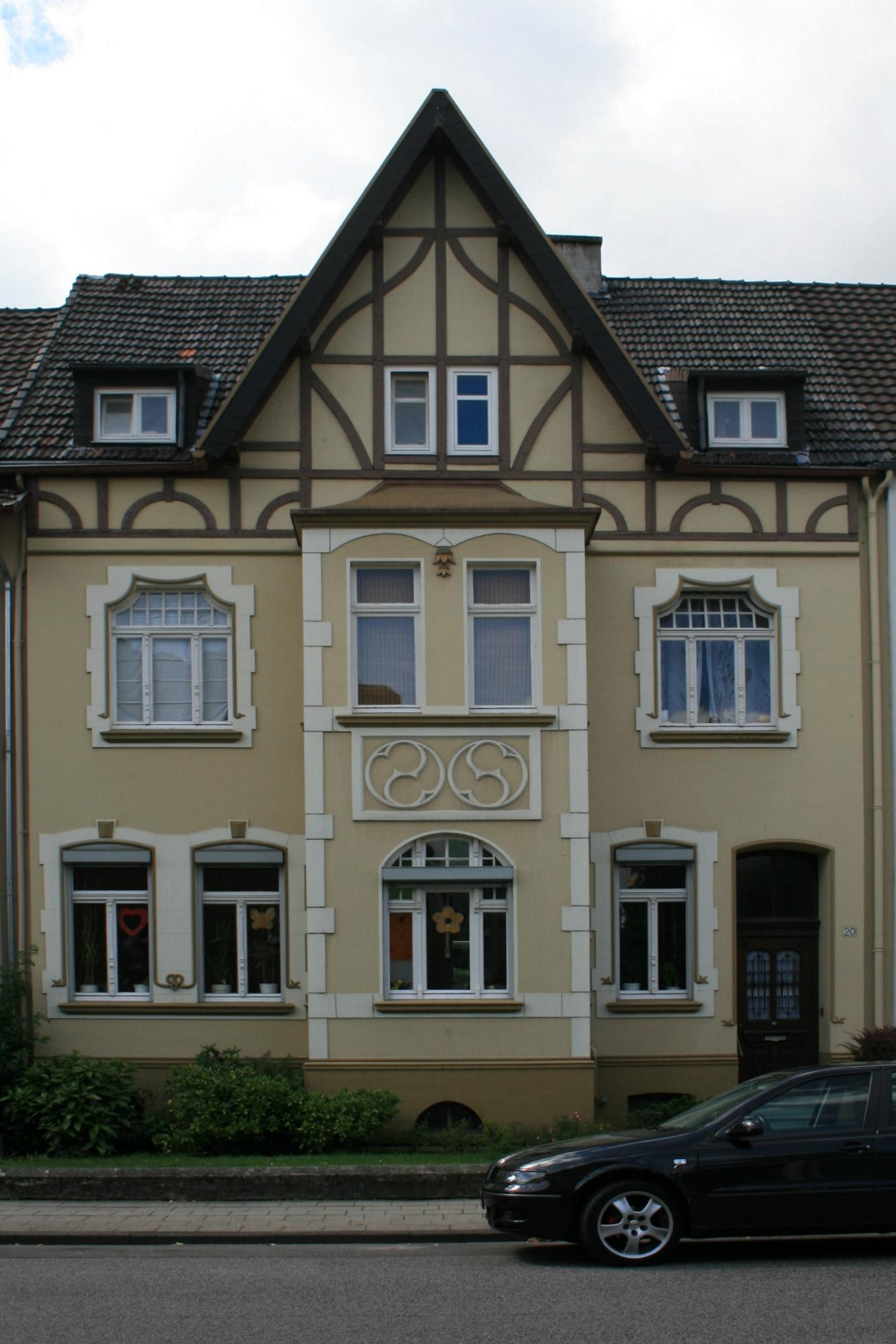
Wohnhaus (2010)

Das Wohnhaus Jülicher Straße 20 steht im Stadtteil Odenkirchen in Mönchengladbach (Nordrhein-Westfalen).
Das Gebäude wurde 1902 erbaut. Es wurde unter Nr. J 003  am 17. Dezember 1992 in die Denkmalliste der Stadt Mönchengladbach eingetragen.

## Lage
Das Wohnhaus Nr. 20 liegt östlich des historischen Ortskerns von Odenkirchen an der Jülicher Straße in unmittelbarer Nähe des Niersgrünzuges.

## Architektur
Es handelt sich um ein traufständiges, differenziert mehrachsiges Gebäude unter Satteldach mit mittelaxial angeordnetem, zweigeschossigem, dreiseitigem Erker unter flach geschwungenem Dach und spitzem Zwerchgiebel aus dem Jahre 1902.